# Douglas Black
Sir Douglas Andrew Kilgour Black (29 mai 1913 - 13 septembre 2002)  est un médecin et scientifique médical écossais qui joue un rôle clé dans le développement du National Health Service. Il mène des recherches dans le domaine de la santé publique et est célèbre en tant qu'auteur du Black Report. Il est également connu pour la formule noire, une traduction de la formule Pignet aux mesures britanniques.

## Biographie
Il est né à Delting Shetland en 1913, fait ses études à la Forfar Academy et étudie la médecine à la Bute Medical School de l'université de St Andrews obtenant son diplôme avec MB ChB en 1933.
Il mène des recherches sur la perte d'eau et la déshydratation, d'abord à l'université d'Oxford, puis à l'université de Manchester, où il devient professeur de médecine en 1959.
En 1974, il est le premier conseiller scientifique en chef du Gouvernement britannique au ministère de la Santé et de la Sécurité sociale. De 1977 à 1983, il est président du Royal College of Physicians. Il est également président de la British Medical Association et prend une position intransigeante contre le régime d'apartheid en Afrique du Sud.
Dans les années 1970, Black est invité par le gouvernement travailliste du Royaume-Uni à présider un comité d'experts chargé d'enquêter sur les inégalités en matière de santé. Le rapport produit par ce comité, connu sous le nom de The Black Report est publié en 1980. Bien qu'impopulaire auprès du gouvernement conservateur de l'époque, il a un impact majeur sur les connaissances sur le sujet des inégalités en matière de santé depuis lors et est publié par Penguin Books sous le titre Inequalities in Health: The Black Report and the Health Divide en 1982.
Plus tard, Black préside l'enquête du gouvernement britannique sur la leucémie infantile autour de l'usine de retraitement nucléaire de Sellafield, Cumbria, au Royaume-Uni.
Black est créé chevalier en 1973 et chevalier de l'ordre très vénérable de Saint-Jean de Jérusalem en 1989.